# Charles Borzecki
Charles Alexandre Bronislas Borzecki (ur. 4 listopada 1880 w Paryżu; zm. 30 maja 1959) – francuski as myśliwski z czasów I wojny światowej. Osiągnął 5 zwycięstw powietrznych.

## Życiorys
Urodził się 4 listopada 1880 w Paryżu. Został przydzielony jako obserwator do Escadrille C 43 w stopniu chorążego. Wyróżnił się odwagą i zimną krwią, wykonywał wszystkie powierzone mu zadania, często w złych warunkach meteorologicznych, w niskich chmurach, pod silnym ostrzałem piechoty i artylerii. Dwukrotnie zaatakowany przez niemieckie samoloty 1 i 3 lipca 1916 odpowiedział ogniem i zmusił przeciwnika do ucieczki. Został ranny w boju, wymieniony w rozkazie dziennym.
Przeniesiony do Escadrille N 62 i awansowany do stopnia podporucznika. 10 lutego 1917 podczas lotu na dalekie rozpoznanie, został zaatakowany przez trzy niemieckie samoloty. Borzecki zestrzelił jeden z nich, a pozostałe zmusił do ucieczki powracając do bazy dopiero po wykonaniu zadania.
W trakcie służby Charles Borzecki zestrzelił 5 wrogich samolotów. 4 razy był wymieniony w rozkazie dziennym.

## Odznaczenia
- Legia Honorowa V Klasy
- Médaille militaire
- Croix de Guerre (1914–1918)